# Spread Your Wings
Singles de Queen
We Are the Champions / We Will Rock You
(1977) It's Late
(1978)
Pistes de News of the World
All Dead, All Dead Fight from the Inside
Spread Your Wings est une chanson du groupe britannique Queen, sortie en single en 1978. Écrite par le bassiste John Deacon, elle est extraite de l'album News of the World, sorti en 1977.

## Autour de la chanson
Spread Your Wings est le premier single du groupe qui ne comporte pas de chœurs de la part des membres du groupe. Écrite par John Deacon qu'on retrouve à la basse et à la guitare acoustique, elle est également interprétée par Freddie Mercury au chant et au piano, Brian May à la guitare électrique et Roger Taylor aux percussions.
La chanson parle d'un jeune homme, Sammy, qui s'occupe du nettoyage dans le Emerald Bar. Le chanteur essaye de le motiver à vouloir plus de la vie, à « déployez vos ailes et envolez-vous » (« Spread your wings and fly away »).
Une des chansons préférées parmi la communauté de fans de Queen, elle n'a cependant pas eu de grand succès dans les charts.
Une autre version de la chanson existe, enregistrée lors de sessions à la BBC. Le piano y a plus d'importance et la fin de la chanson a également un tempo plus rapide.

## Clip
Réalisée par Rock Flicks, le clip a été tourné dans le jardin de la maison de Roger Taylor dans le Surrey, qu'il venait tout juste d'acheter, alors que les précédents propriétaires l'habitaient encore. Enregistrée en plein mois de janvier 1978, on voit les quatre membres du groupe dans la neige et on devine à leurs visages qu'ils ont plutôt froid. Brian May et John Deacon ne portent d'ailleurs pas de gants afin d'être plus convaincants avec leurs guitares ; Brian joue d'ailleurs d'une copie de sa fameuse Red Special afin que l'originale ne soit pas abîmée par le froid.
C'est durant ce même jour que la vidéo du clip We Will Rock You a été enregistrée.

## Classements
| Pays        | Classements (1978) |
| ----------- | ------------------ |
| Pays-Bas    | 20                 |
| Allemagne   | 29                 |
| France      | 20                 |
| Royaume-Uni | 34                 |

## Reprises
Une reprise de Spread your wings apparaît sur l'album Somewhere Far Beyond du groupe de heavy metal allemand Blind Guardian.

## Crédits
- Freddie Mercury : chant principal et piano
- Brian May : guitare électrique
- Roger Taylor : batterie et percussions
- John Deacon : basse et guitare acoustique